# Puddington (Cheshire)
Puddington è un villaggio e parrocchia civile dell'Inghilterra, appartenente alla contea del Cheshire.